# Into The Dead
Into the Dead  là 1 trò chơi điện tử hành động lấy bối cảnh Zombie được sản xuất bởi PikPok và phát hành ngày 6 tháng 12 năm 2012 hỗ trợ nền tảng iOS, Android và Windows Phone 8. Phần tiếp theo của dòng game Into the Dead 2: Zombie Survival được phát hành cho Android, Apple, và Nintendo Switch.

## Cách chơi
Người chơi sẽ phải chạy trong 1 khu rừng đấy ắp zombies và phải di chuyển sang trái hoặc phải để tránh chúng. Người chơi không có lựa Lưu trữ ngày 30 tháng 3 năm 2023 tại Wayback Machine chọn nào khác ngoài việc chạy đến phía trước và đi càng xa càng tốt có thể trước khi chết. Vũ khí có thể tìm được từ những hòm hỗ trợ mà người chơi nhặt được.

## Đánh giá
Trò chơi được Metacritic đánh giá 84/100 dựa vào đánh giá của 11 nhà phê bình.
Digital Spy nói "Into the Dead là tựa game góc nhìn thứ nhất hỗ trợ nền tảng iOS hay nhất, và khẳng định đây là trò chơi infinite runner cho thiết bị di động tuyệt vời nhất." Gamezebo nói "Với bảng điểm và thành tích trên Game Center,  chúng tôi sẽ phải rất cố gắng  để giành được vị trí số 1, và hứa hẹn sẽ có nhiều chế độ mới trong trò chơi sau này, " TouchArcade nói "Nó hoạt động một cách đáng kinh ngạc – và với việc bạn không cần chi trả một khoản nào cho những phần chơi hồi hộp đó, không có lí do gì để mà không tải nó" Multiplayer.it nói "Into the Dead đã đưa những làn gió mới vào thể loại trò chơi endless run, mang đến một bầu không khí hồi hộp, mãnh liệt, mà lại hoàn toàn miễn phí để trải nghiệm với thiết bị iOS của bạn." TouchGen nói "Điều khó chịu duy nhất chính là chức năng vũ khí; những thứ này không thể chống lại Zombie một cách hoàn hảo." AppAdvice nói " Một trò chơi thây ma tuy đơn giản và có lẽ không được làm quá lâu nhưng lại đầy ắp bầu không khí nhập vai để làm nổi bật trò chơi." VideoGamer.com nói " Trò chơi thuộc thể loại Endless runners hiếm khi đưa ra quá nhiều sự đa dạng, nhưng có điều gì đó hấp dẫn một cách kỳ lạ về Into The Dead. Hãy giữ nó đơn giản: nếu bạn thích thây ma, hãy mua nó. Đúng vậy." iFans nói: "nếu bạn đnag tận hưởng một trò chơi về zombie và muốn một cấp độ rùng rợn cùng với đồ họa mới thì Into the Dead 2 sẽ rất hoàn hảo cho bạn."